# Abraham Willemsens

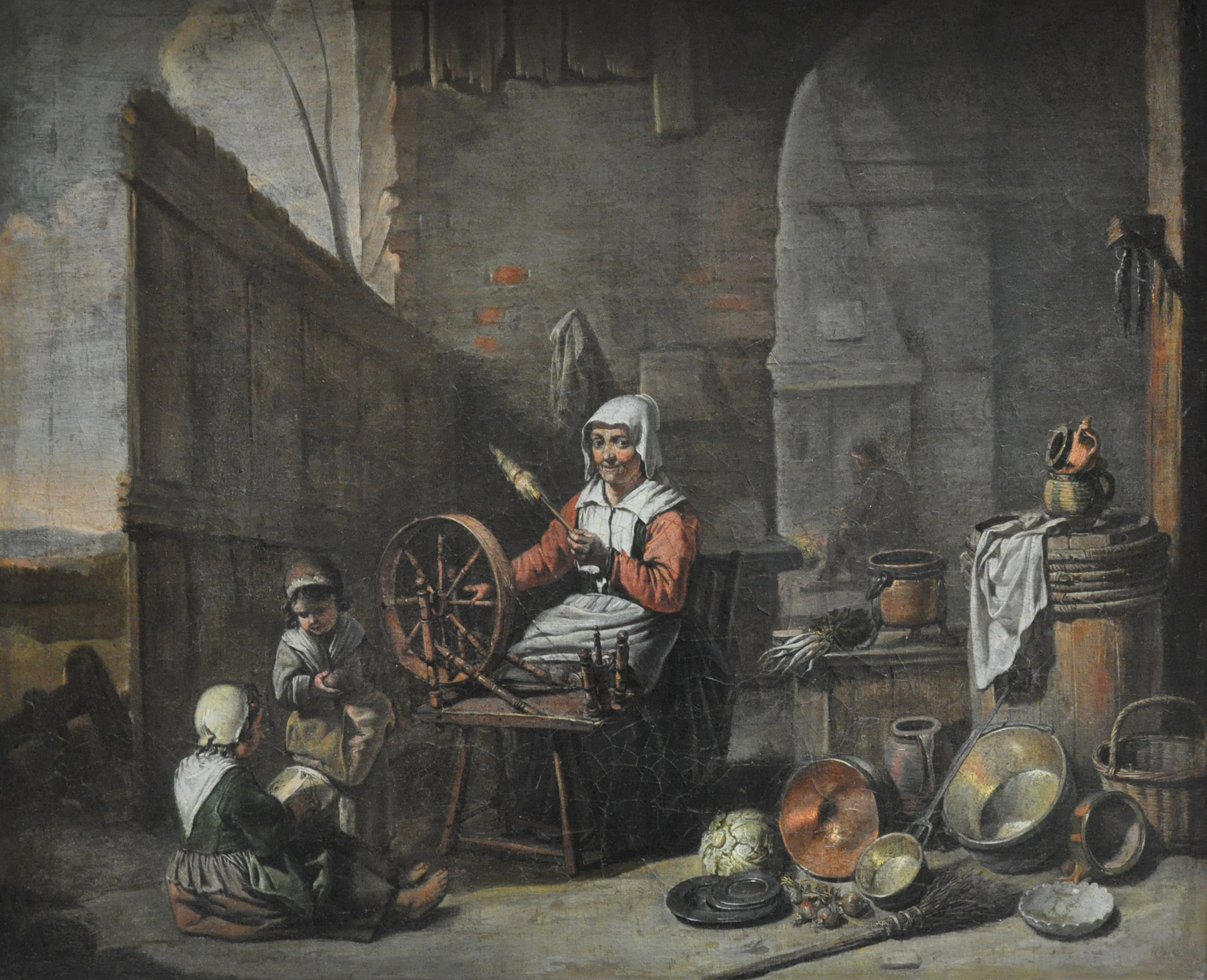
La Fileuse, musée des Beaux-Arts de Rouen.

Abraham Willemsens est un peintre actif à Anvers entre 1627 et jusqu'à sa mort en 1672.
En 1991, Grégory Martin a identifié le peintre proche des Frères Le Nain connu sous le nom de Maître aux béguins comme étant Abraham Willemsen. Cette attribution ne fait toutefois pas l'unanimité. Elle est notamment contestée par Nicolas Milovanovic dans le cadre de l'exposition Le mystère Le Nain organisée du 22 mars au 26 juin 2017 au Louvre-Lens.

## Œuvres dans les musées
- Norflok Museum, une paire de tableaux.
- La Nouvelle-Orléans, New Orleans Museum of Art.
- Rouen, musée des Beaux-arts, La Fileuse
- La Fère, Musée Jeanne-d'Aboville, le Repas à la ferme et le Petit joueur de flûte